# Élection de Carentan et Saint-Lô
L'élection de Carentan et Saint-Lô est une ancienne circonscription de la Manche et faisait partie de la généralité de Caen.

## Histoire
Elle résulte en 1612/1636 de la réunion de deux élections, celles de Carentan et de Saint-Lô. En 1677, elle prend le nom d'élection de Carentan et comporte quelques paroisses supplémentaires. En 1713, elle est séparée entre l'élection de Carentan et de Saint-Lô avec un remanient des sergenteries.

## Composition
Elle comprenait 13 sergenteries entre 1612 et 1636 :
- Sergenterie d'Aubigny
- Sergenterie de Carentan
- Sergenterie de la Comté
- Sergenterie de Courais
- Sergenterie de La Haye-du-Puits
- Sergenterie du Hommet
- Sergenterie de Lessay
- Sergenterie de Périers
- Sergenterie de Saint-Lô
- Sergenterie de Sainte-Marie-du-Mont
- Sergenterie de Sainte-Mère-Église
- Sergenterie de Sainteny
- Sergenterie de Varenguebec